# Sinjavskij-Daniel-rättegången
Sinjavskij-Daniel-rättegången (ryska: процесс Синявского и Даниэля) var en rättegång mot de ryska författarna Andrej Sinjavskij och Julij Daniel som ägde rum i Moskvas högsta domstol från hösten 1965 till februari 1966 under ledning av domaren Lev Nikolajevitj Smirnov (Лев Николáевич Смирнóв). Författarna åtalades för att ha publicerat antisovjetiskt material i utländska publikationer under pseudonymerna Abram Terz eller Абрам Терц (Sinjavskij) och Nikolay Arzhak eller Николай Аржак (Daniel). De åtalade dömdes till sju respektive fem års straffarbete.